# Уокер, Дэвид
Дэвид Уокер (англ. David Walker; 28 сентября 1785, Уилмингтон (Северная Каролина) — 28 июня 1830, Бостон) — американский аболиционист, писатель, деятель движения за уничтожение рабства в США.

## Биография
Родился в семье свободной негритянки и раба, был свободным. В молодости много ездил по рабовладельческому Югу и рано проникся ненавистью к рабству. К 1827 году переехал в Бостон, где открыл лавку, торгующую поношенной одеждой. Сотрудничал с негритянской газетой «Фридом Джорнэл» (Freedom´s Journal).
В сентябре 1829 года, ещё до появления в США организованного в национальных масштабах аболиционистского движения, Уокер издаёт памфлет «Призыв Уокера в четырёх статьях с преамбулой к цветным гражданам мира, но в частности и особенно к проживающим в Соединённых Штатах Америки». Памфлет содержал призыв к неграм Юга восстать с оружием в руках против рабовладельцев и являлся одним из наиболее ярких произведений американской антирабовладельческой литературы. В своей аргументации за вооружённую борьбу Уокер исходил из права народа на восстание против угнетения, заложенное в Декларации независимости 1776 года. Уокер разоблачал расизм и отстаивал право негров на гражданское равноправие, высказывал идею о необходимости объединения всех цветных народов мира в борьбе за своё раскрепощение.
До марта 1830 года выпустил ещё два дополненных издания своего «Призыва» и организовал доставку его на Юг. Памфлет вызвал репрессии рабовладельцев против негров. На Юге была назначена премия за голову Уокера. Памфлет Уокера оказался стимулом к борьбе негров за своё освобождение. Вскоре после его выхода в свет началось восстание под руководством Ната Тёрнера.
Д. Уокер был найден мёртвым у себя дома. Причина смерти не была установлена.